# Honda

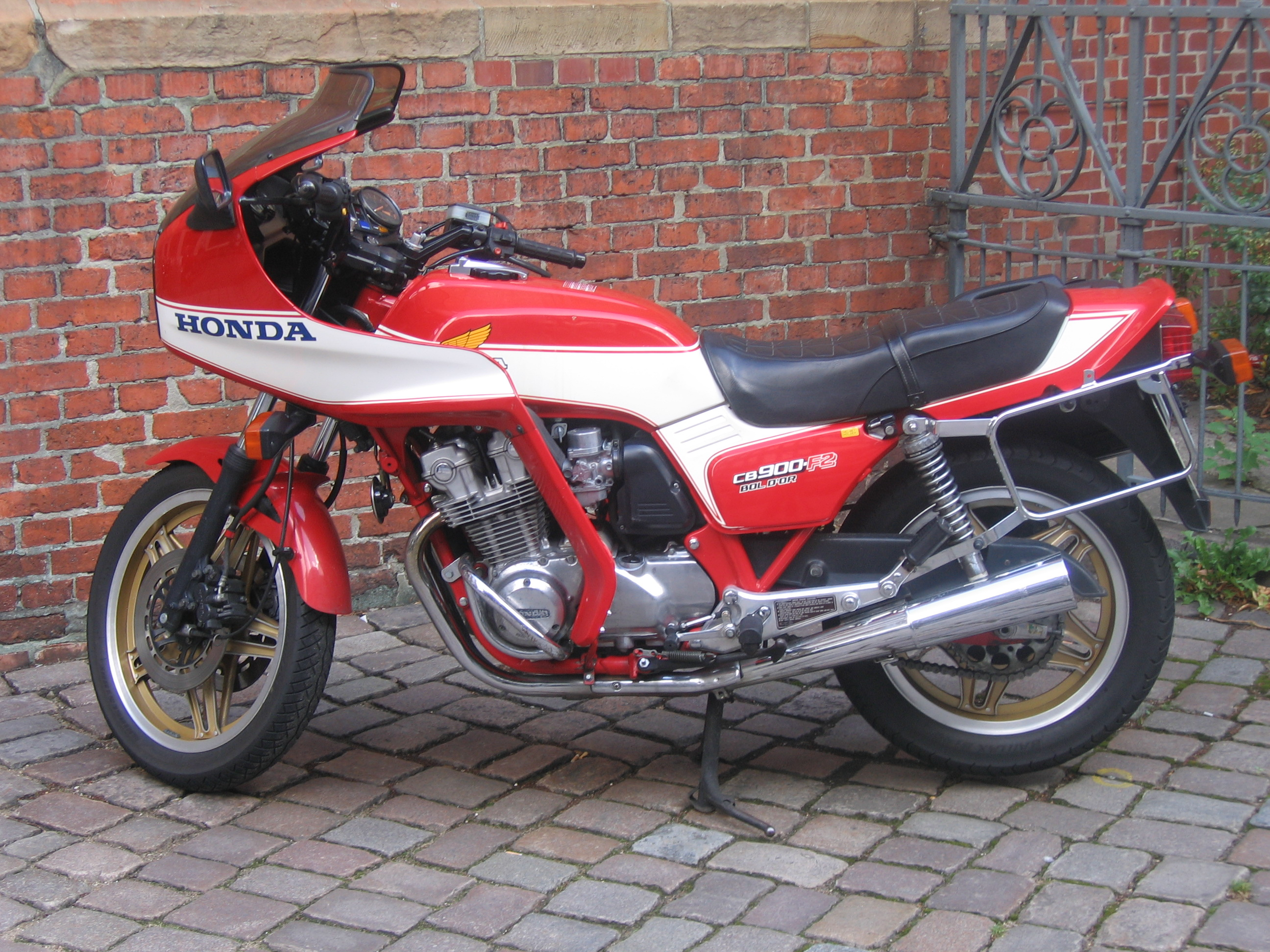
Honda CB900F Bol d'Or et son moteur 4-temps.

Pour les articles homonymes, voir Honda (homonymie) et HMC.
Honda Motor Co., Ltd (本田技研工業株式会社, Honda Giken Kōgyō kabushiki gaisha, Honda Technology Research Institute Company, Limited), ou plus simplement Honda, est un constructeur automobile japonais. C'est également un constructeur de motocyclettes, de quads, de scooters, d'avions d'affaires, de générateurs électriques, de moteurs de bateaux et d'équipements de jardinage et de bricolage. En 2008, Honda a vendu plus de dix-sept millions de moteurs à quatre temps, ce qui en a fait le plus important producteur du monde.

## Histoire
Dans les années 1930, Soichiro Honda crée une entreprise fabriquant des segments de pistons, la Tokai Seiki Heavy Industry, qui se fit absorber pendant la Seconde Guerre mondiale par Toyota. Au sortir de la guerre, Honda s'associe à un homme d'affaires, Takeo Fujisawa, avec qui il fonde le 24 septembre 1948 l'entreprise Honda Motor Company, Limited. Après la guerre, ce dernier récupéra des moteurs de générateurs qu'il greffa sur une bicyclette. Ce petit véhicule économique, appelé Type A, connut du succès et lança la marque. Les motocyclettes furent ensuite de la partie et contribuèrent à la notoriété du constructeur. À partir de 1963, la marque se lance dans la production automobile et produit des voitures à moteur de motos comme la S360 et la S600.
Le siège social de l'entreprise est situé à Tokyo dans le quartier de Minato. Le président-directeur général actuel est Takahiro Hachigō, qui a succédé à Takanobu Itō en juin 2015.
En octobre 2019, Hitachi fusionne sa filiale Hitachi Automotive Systems avec Keihin, Showa Corporation et Nissin Kogyo, trois entreprises détenues au moins en partie par Honda ; à la suite de cette opération, Hitachi possède 66 % du nouvel ensemble et Honda 33 %.
En 2022, Sony Group Corporation et Honda Motor Company créé une joint venture pour produire des véhicules électriques à batterie. La société commercialisera ses véhicules, à partir du printemps 2026 pour l'Amérique du nord, sous la marque Afeela.
En 2024, Honda annonce un partenariat avec Mitsubishi Motors et Nissan sur le développement commun de voitures électriques. En décembre 2024, Honda entreprend des discussions de fusions avec Nissan et Mitsubishi. Mais dès février 2025, la fusion est abandonnée à la suite de désaccords entre Honda et Nissan, sur la réduction d'effectifs chez Nissan et sur la valorisation de Nissan.

## Produits

### Motos

Logo Honda Motocycle.

En compétition, Honda arrive en Europe au début des années 1960, gagnant en 1967 tous les titres mondiaux « constructeur » avec ses machines multicylindres (50 cm3 bicylindre, 125 cm3 à cinq cylindres, 250 cm3 à six cylindres, etc.) toutes équipées de moteur à quatre temps.
Au début des années 1970, Honda devient imbattable en endurance en remportant la course de Daytona aux États-Unis, puis par l'intermédiaire de l'écurie montée par l'importateur français Japauto, qui engage des CB 750 réalésées à 969 cm3, grâce au duo Christian Léon/Jean-Claude Chemarin. Cette dernière sera commercialisée sur le réseau français.
Lorsque Honda veut revenir en Grand Prix avec un moteur 4-temps, il échoue et doit adopter le moteur 2-temps, comme tous les autres constructeurs (nombreuses victoires et trois titres mondiaux avec Freddy Spencer).

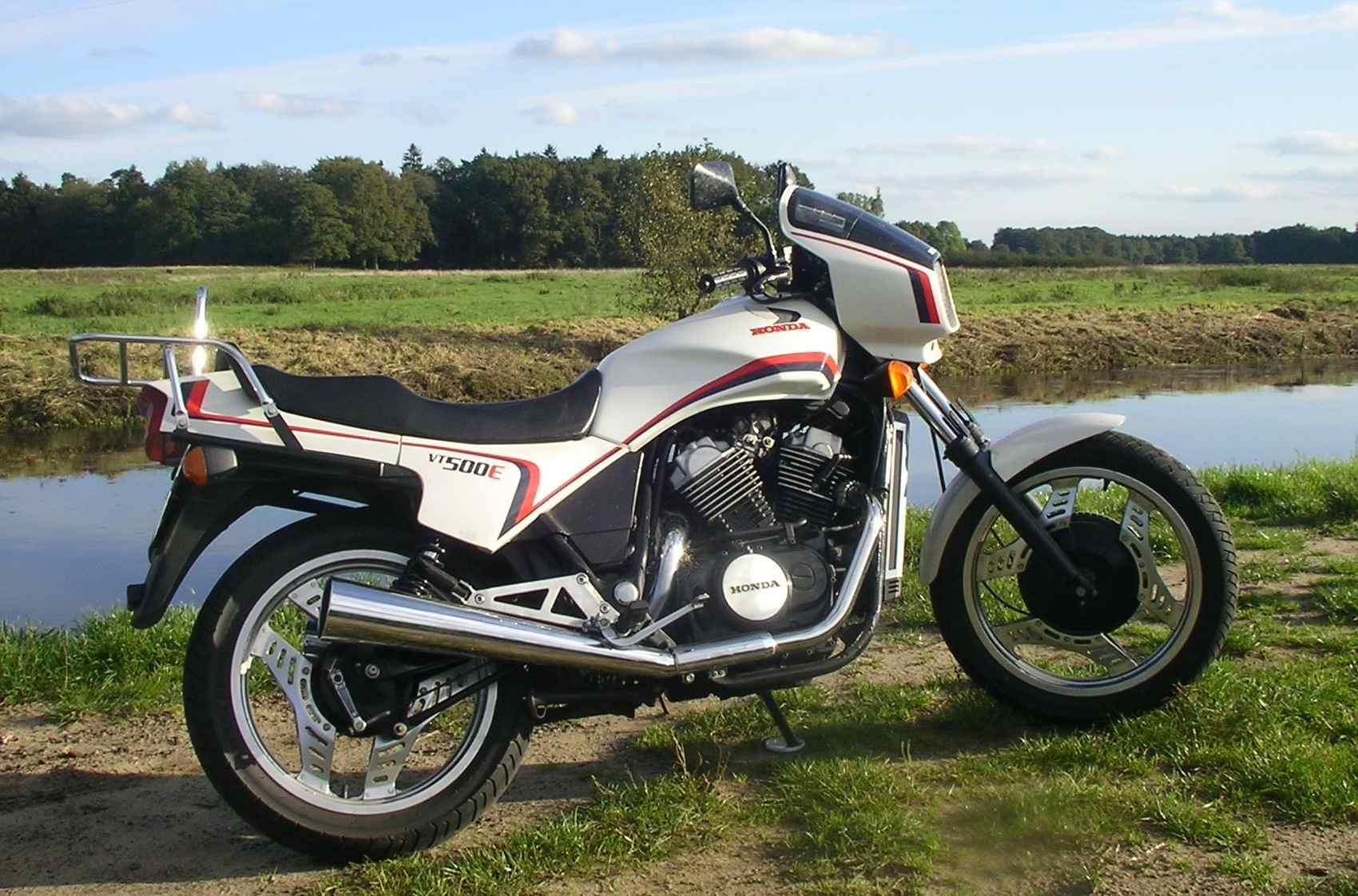
VT 500 E.

En moto de tourisme, Honda est le premier des grands constructeurs japonais à utiliser d'une manière généralisée le moteur 4-temps, notamment avec une gamme de bicylindres vertical twin, les CB 250 et CB 350, à simple arbre à cames en tête. La Honda CB99F est commercialisée en 1979. Il s'agit d'une moto sportive qui permet de renouer avec un large public et de finir la gamme Euro Style. Dans les années 1980 sort la Honda VT 500 E,destinée à remplacer la gamme Honda CX. Honda innove dans les années 1960 en commercialisant la CB 450 avec un double arbre à cames en tête, développant 45 ch et rivalisant avec les productions non japonaises de cylindrée plus élevée, comme les Triumph 650 Bonneville, 750 Norton, BSA, Moto Guzzi, BMW. La marque produit également des cyclomoteurs monocylindres 4-temps.
En 1969, Honda frappe un grand coup avec le premier 4-cylindres transversal de grande diffusion, la CB 750 Four (appelée familièrement « Quatre pattes » en France) qui devient vite une référence, avec le premier frein à disque hydraulique. Ce modèle traverse les années 1970 en jouissant toujours du même grand succès commercial.
Honda sera le champion du multicylindre, avec la 500 Four, puis la 350, puis les 400 et 550 au début des années 1970. Juste retour des choses, ces modèles seront copiés par Benelli, avec la 750 Sei, en particulier.
Au milieu des années 1970 apparaît la Gold Wing, munie d'un moteur de 1 000 cm3, 4-cylindres boxer à transmission par arbre et refroidissement par liquide. Ce modèle aura, par la suite, plusieurs déclinaisons en 6-cylindres, à 1 500 cm3, et jusqu'à 1 800 cm3.
Honda commercialise en 1978 une 1 000 cm3 à six cylindres en ligne, la CBX (105 ch, refroidissement par air, 24 soupapes).
Honda est le premier constructeur mondial à commercialiser en série une moto turbocompressée, la 500 CX Turbo en 1982. Cette première 500 est suivie d'une 650 Turbo.
En 1986, les premières Honda VFR apparaissent. Elles reprennent des solutions technologiques éprouvées en compétition ce qui leur donne un succès immédiat. Le moteur V4 de la version 2017 passe à l'Euro 4 mais ne passera pas l'Euro 5, sa production s'arrête fin 2020.
Devant le manque de compétitivité, Honda finira par commercialiser ses engins tout-terrain avec des moteurs deux-temps.
Parmi les moteurs les plus exceptionnels, citons celui à pistons oblongs équipant la gamme NR : un V4 à 32 soupapes tournant à 14 000 tr/min, initialement étudié pour la compétition, puis extrapolé sur une machine homologable, la 750 NR.

#### Galerie

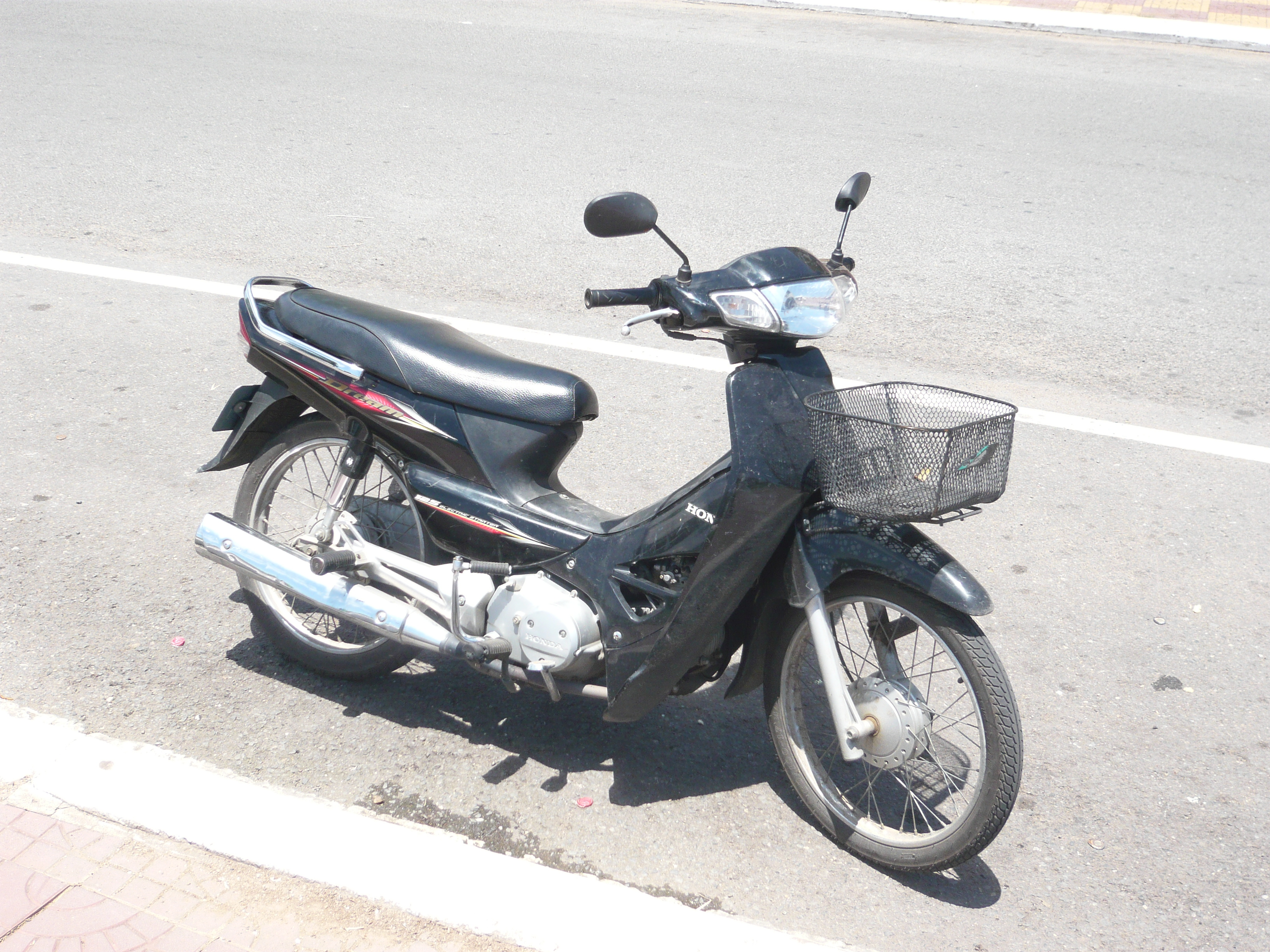
Dream 125.
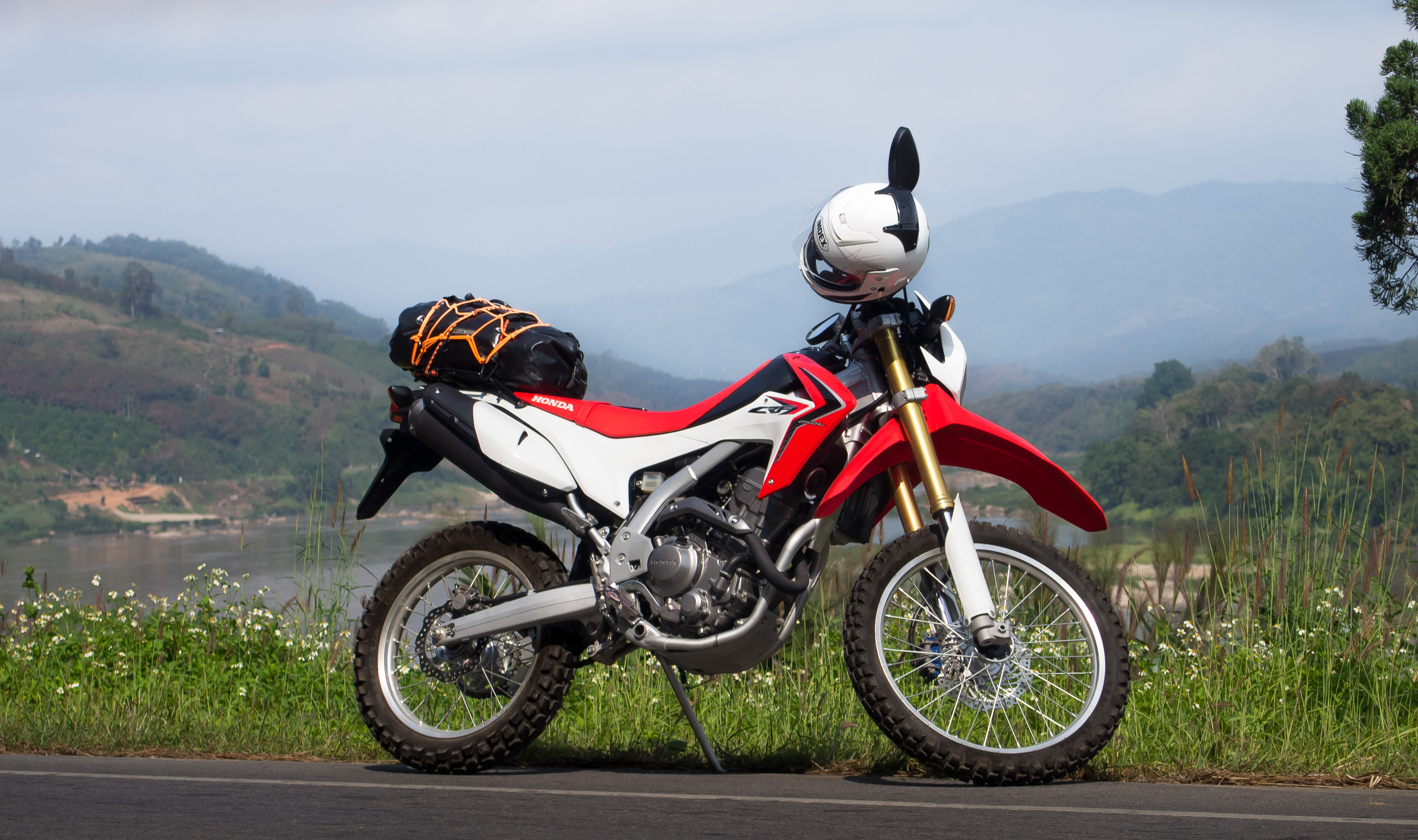
CRF 250 L.
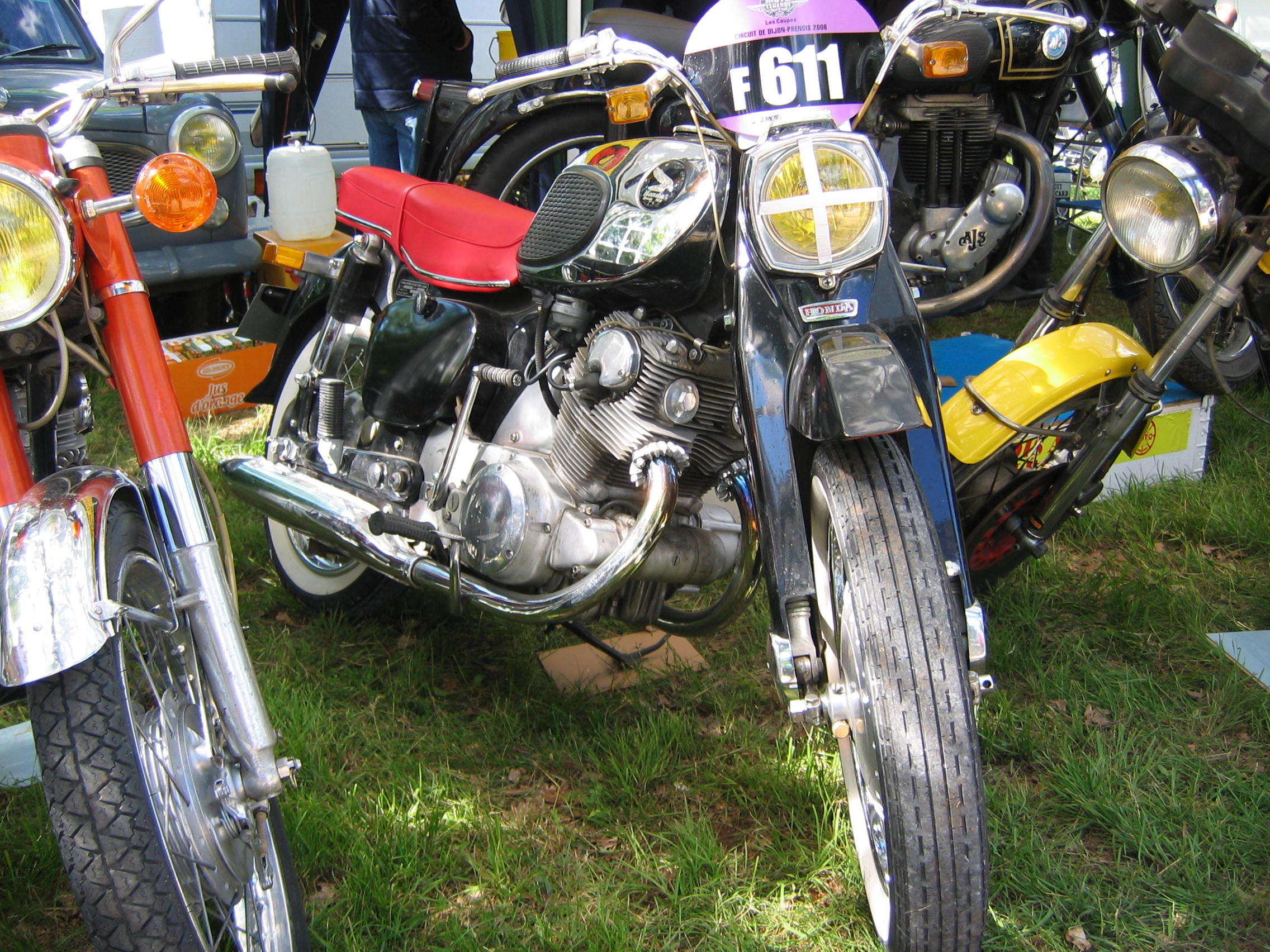
Dream 300.
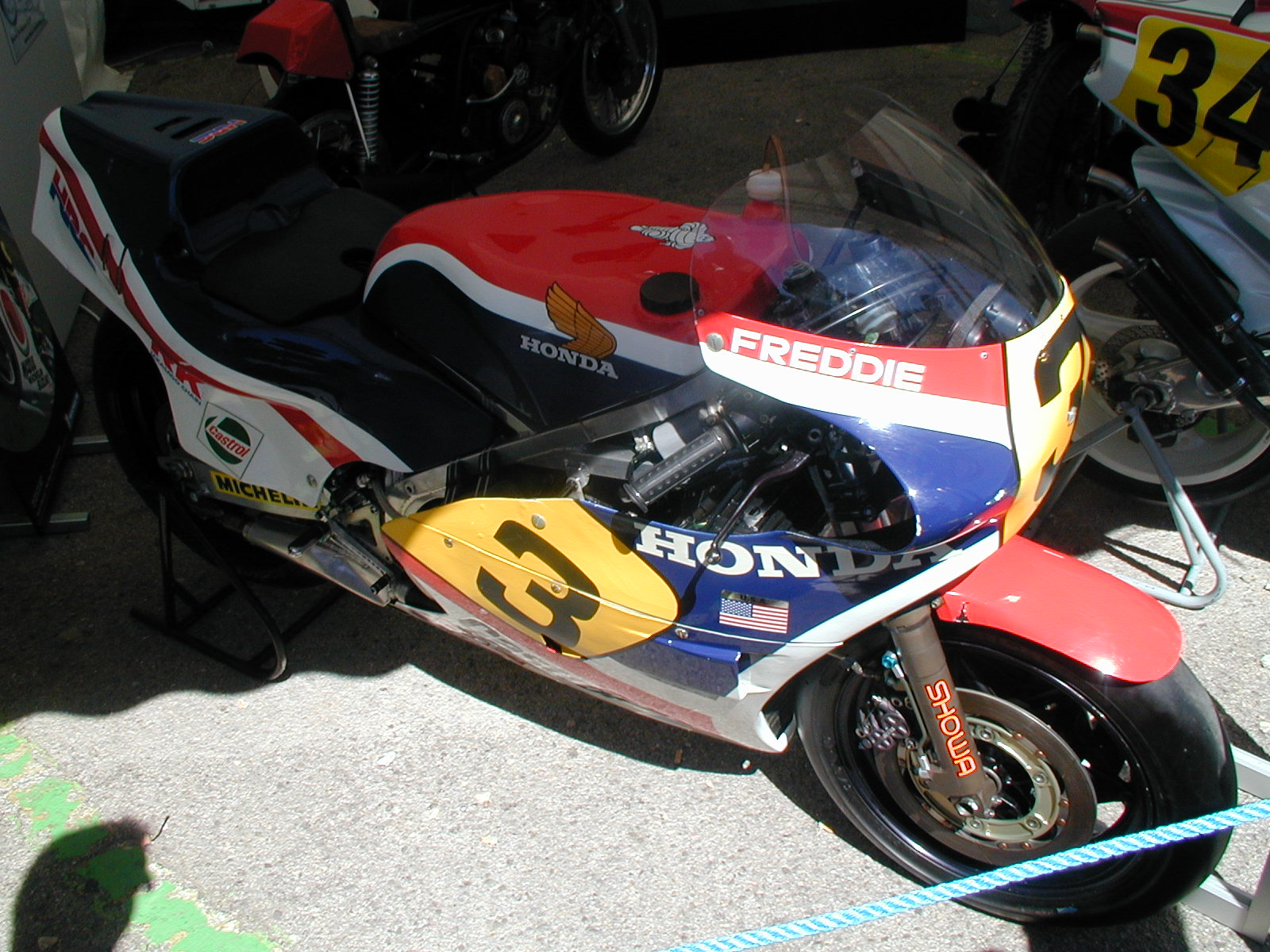
La Honda 500 de Freddy Spencer.
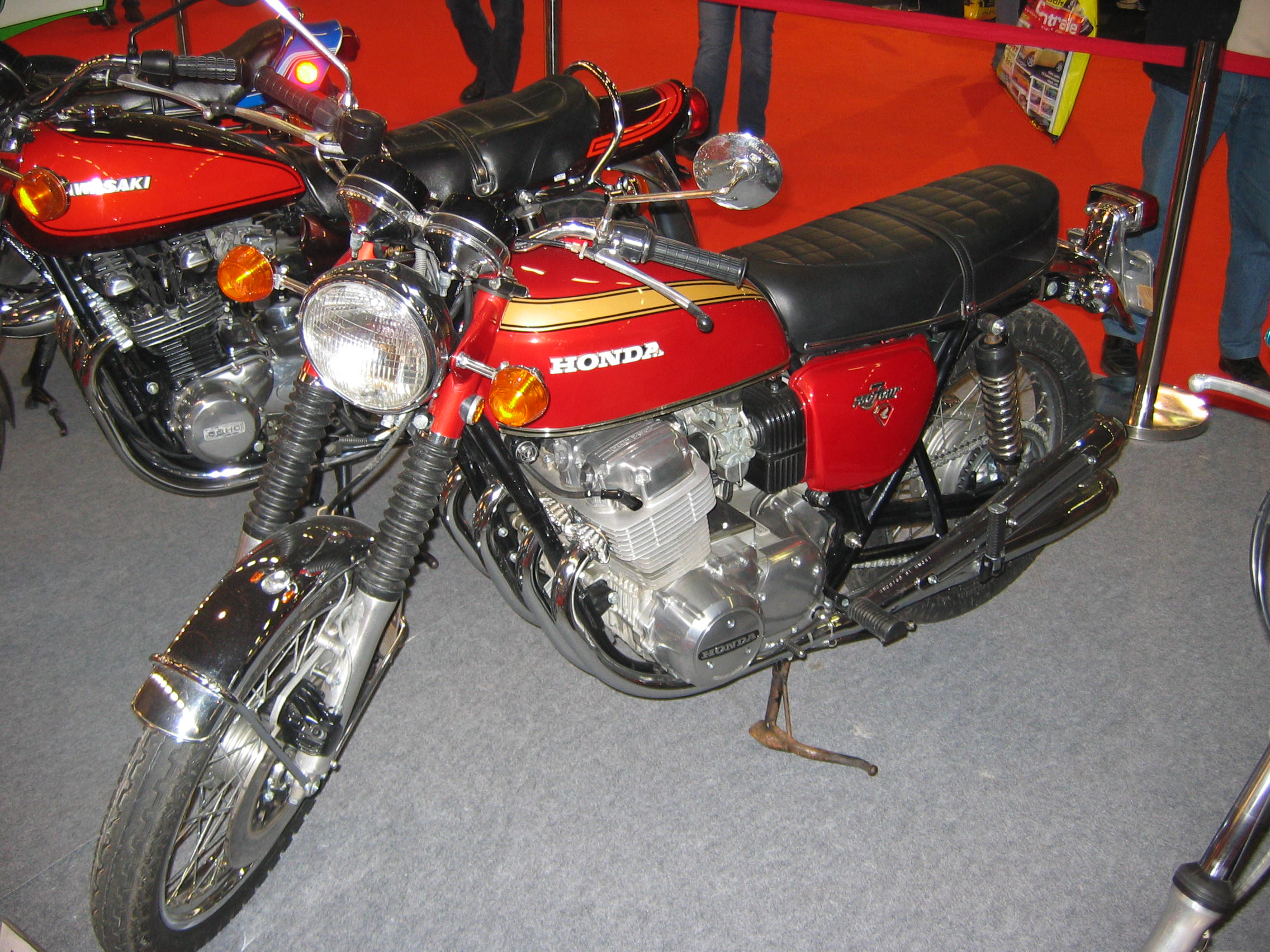
750 Four.
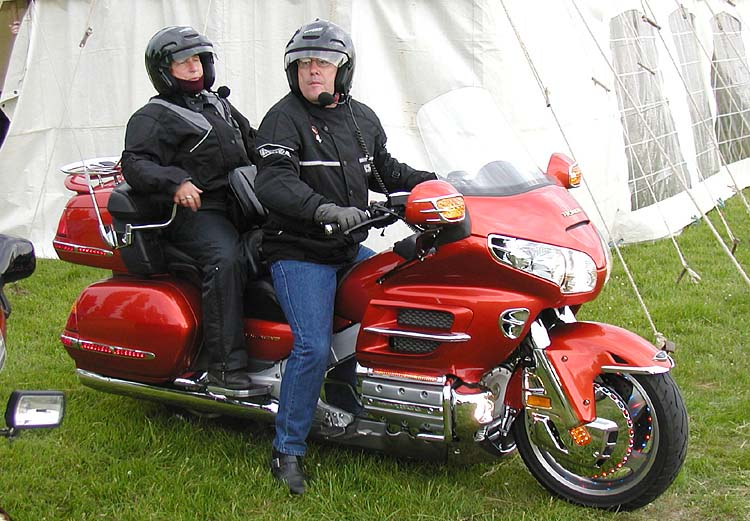
Gold Wing à 6 cylindres.
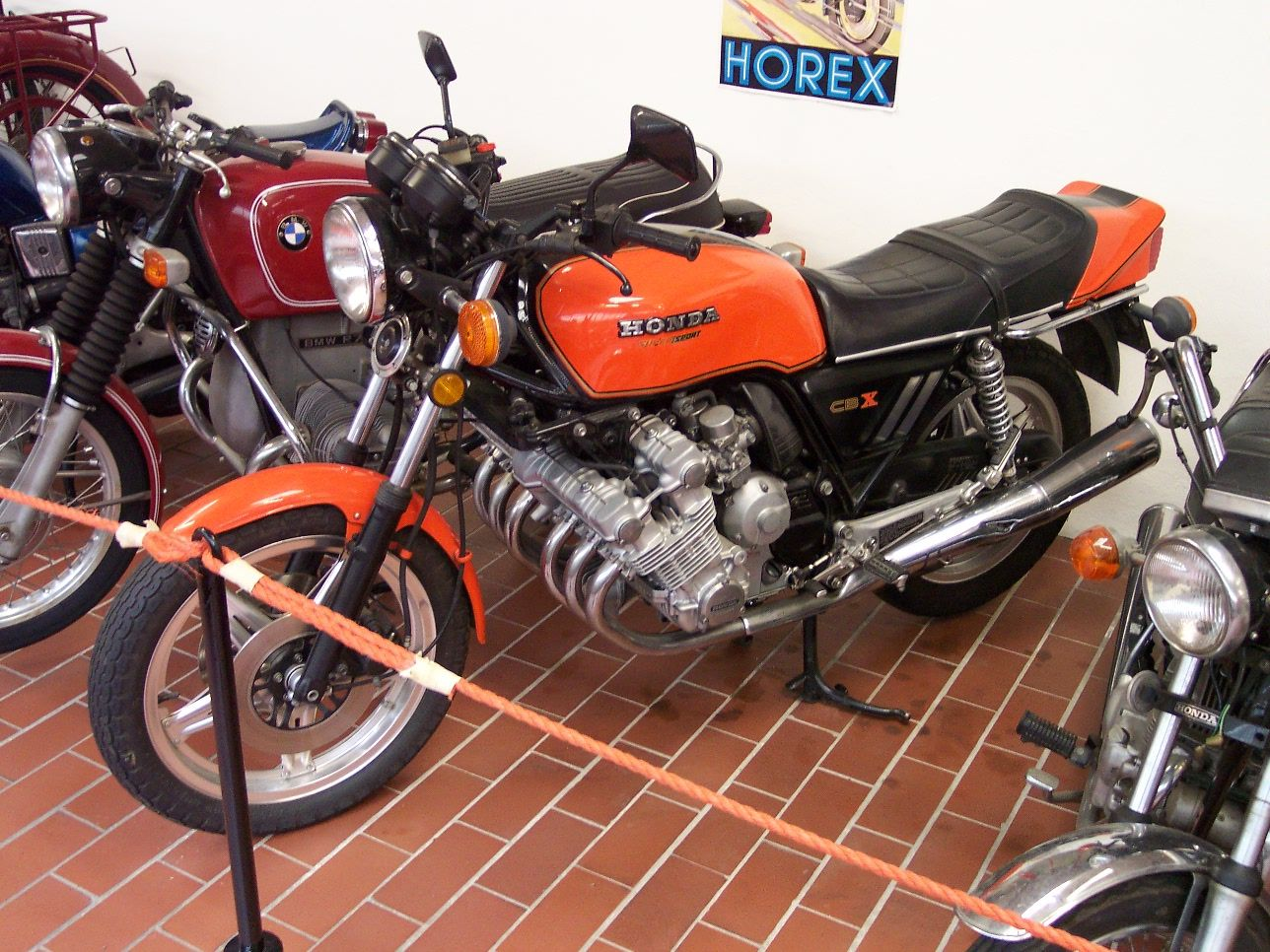
1000 CBX à 6 cylindres.
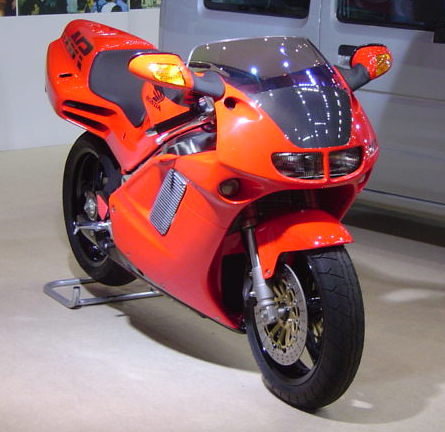
750 NR.
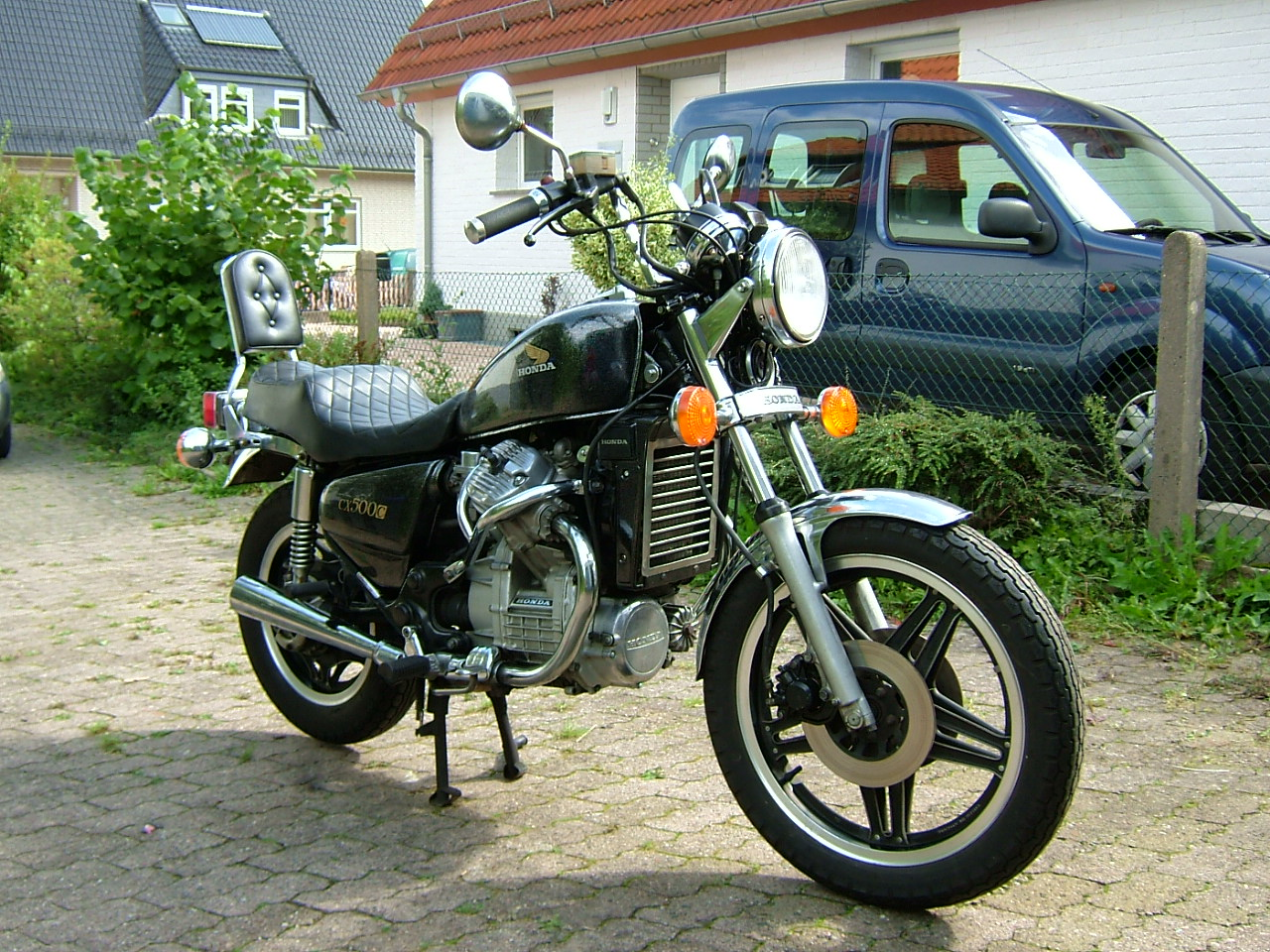
CX500 custom.
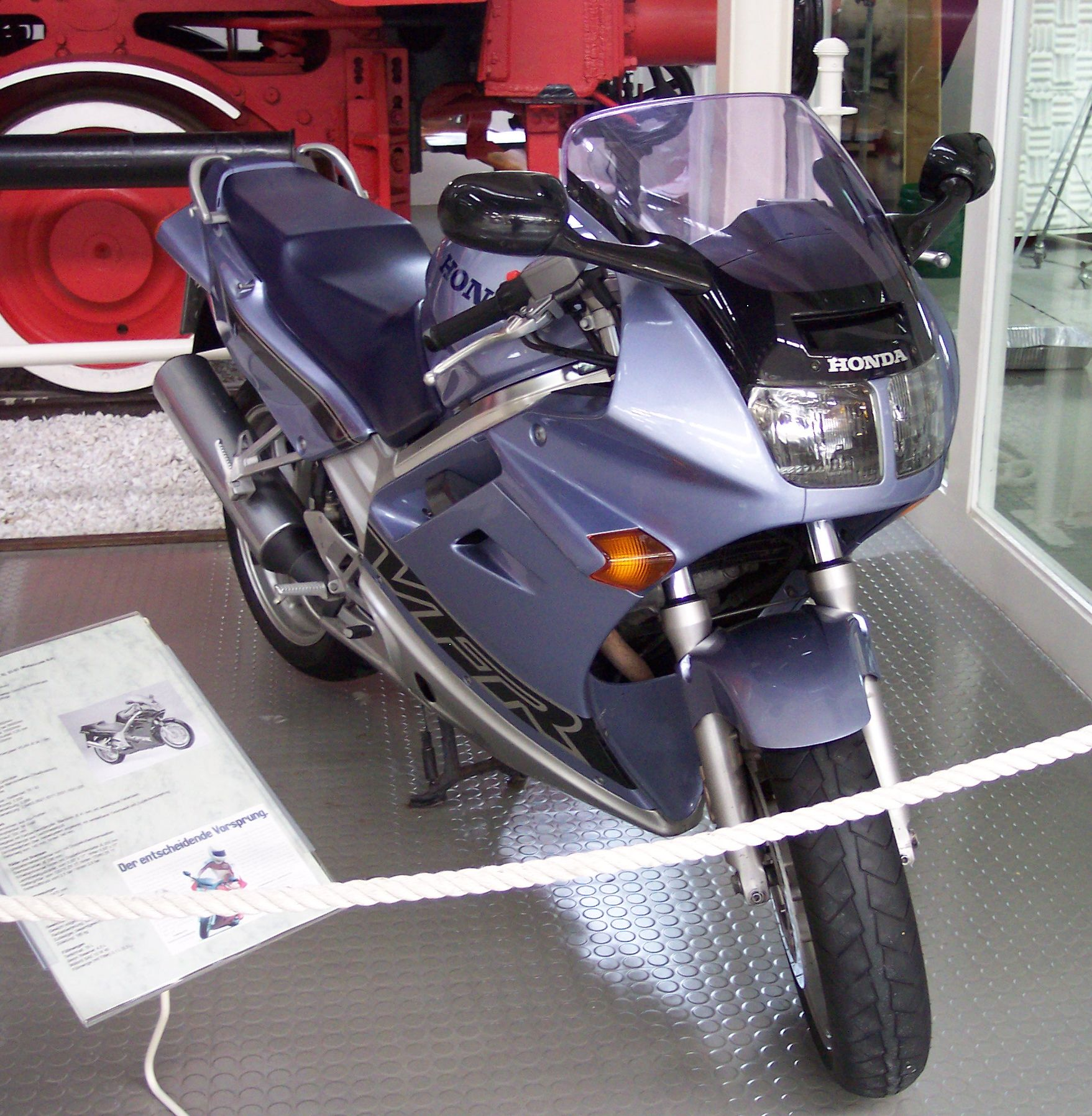
750 VFR RC36.
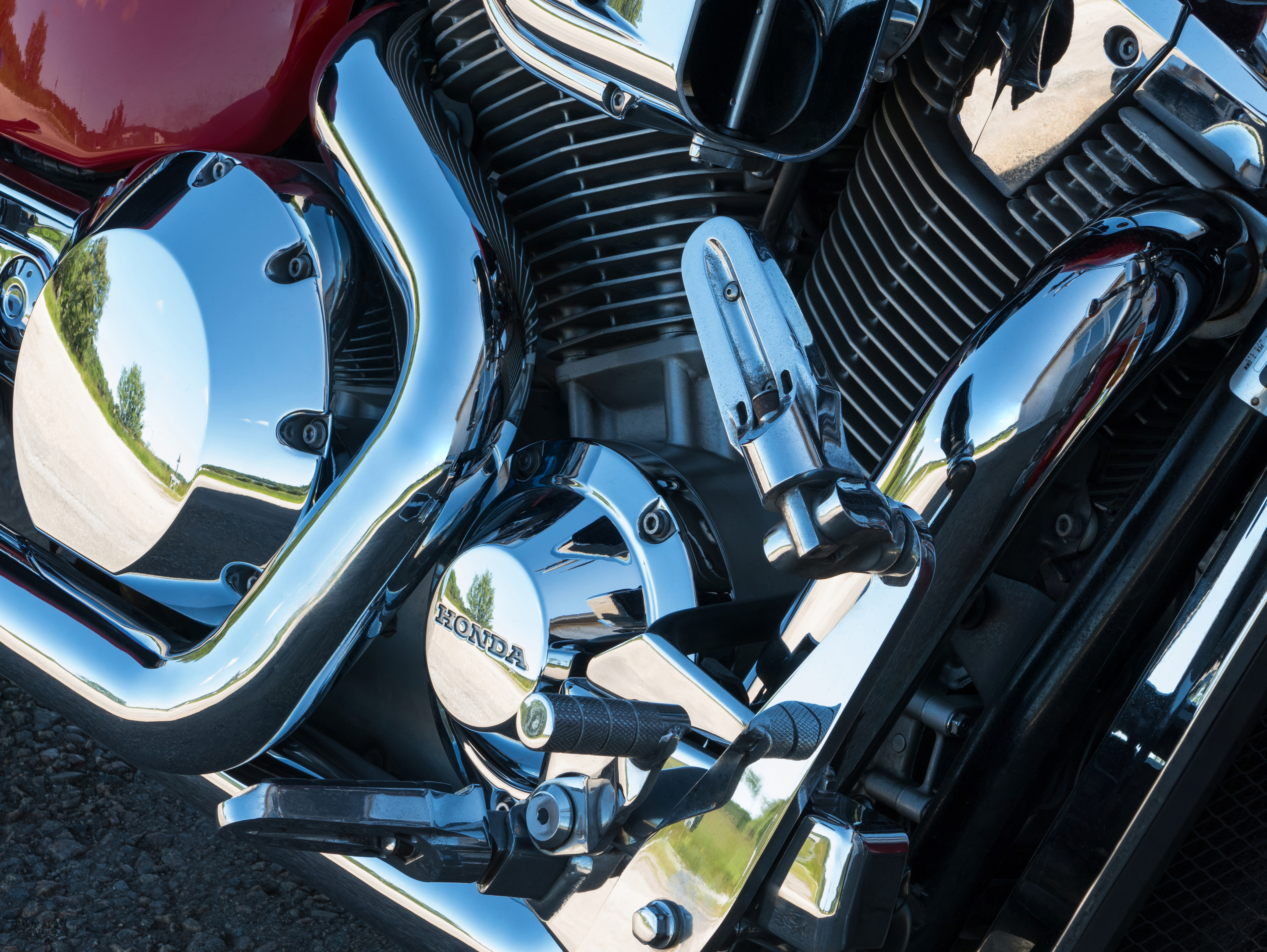
VTX 1800 C 2007, vue centrale.

#### Course moto
Honda Racing Corporation (HRC) est une branche du groupe Honda. Cette structure, fondée en 1982, est chargée de la conception et du développement des machines haute performances et compétition de la marque de motos japonaise.

### Automobiles

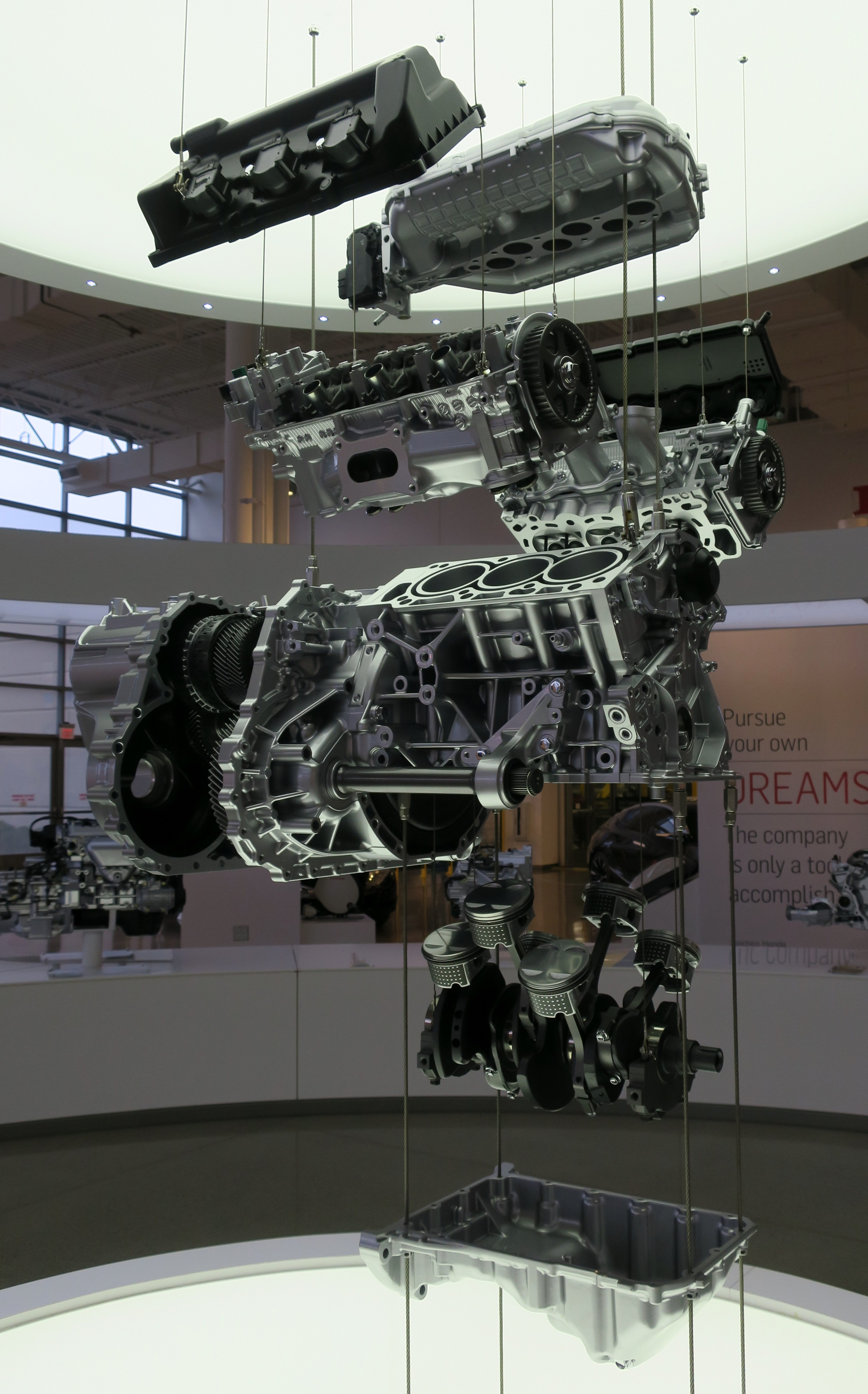
Un moteur Honda Accord 3.5L SOHC i-VTEC V6 EarthDreams avec sa transmission. Photo décembre 2022.

En 1963, Honda complète sa dotation en se tournant vers l'industrie automobile. Le premier modèle qui sortira des chaînes d'assemblages sera le T360 en juin 1963, suivi quatre mois plus tard par le cabriolet S500, puis S600, et enfin S800.
En 1987, Honda produit la première voiture à quatre roues directrices (Prelude 4-WS). En 1989, Honda innove avec le système VTEC qui permet de faire varier la durée et le moment de levée des soupapes.
En 1999, la S-2000 est la voiture de série dotée de la meilleure puissance spécifique pour un moteur de série atmosphérique : 120 ch/L (125 au Japon). En effet, son moteur atmosphérique 4-cylindres 2.0 VTEC essence développe 240 ch à 8 200 tr/min. En automobile, ce moteur est également l'un des moteurs (conventionnels) de série dont le régime de rotation maximum est le plus élevé au monde avec 9 000 tr/min (régime de régulation électronique), les versions préparées pouvant aller jusqu'à 10 500 tr/min.
En 2019, le constructeur lance son premier modèle 100 % électrique, la Honda e. En mars 2021, Honda lance le premier véhicule autonome de niveau 3 au Japon, doté d'une fonction Traffic Jam Pilot.

#### Gamme actuelle
| Nom             | Image           | Classe                           | Année de lancement | Nom                          | Image                  | Classe                       | Année de lancement |
| --------------- | --------------- | -------------------------------- | ------------------ | ---------------------------- | ---------------------- | ---------------------------- | ------------------ |
| Vamos           | Honda Vamos     | Keijidōsha                       | 1999               | Zest                         | Honda Zest             | Keijidōsha                   | 2006               |
| Life            | Honda Life      | Keijidōsha                       | 2008               | N-One                        | Honda Life             | Keijidōsha                   | 2012               |
| N Box           | Honda N Box     | Keijidōsha                       | 2011               | Fit Jazz                     | Honda Fit              | Citadine / Compacte à hayon  | 2007               |
| Civic           | Honda Civic     | Compacte à hayon                 | 2012               | Civic                        | Honda Civic            | Berline Compacte + coupé     | 2012               |
| Insight         | Honda Insight   | Compacte semi berline / hayon    | 2009               | Accord Accord Euro Acura TSX | Honda Accord           | Berline intermédiaire        | 2008               |
| Inspire Accord  | Honda Accord    | Berline intermédiaire / Routière | 2007               | Legend Acura RL              | Honda Legend           | Routière / Luxe              | 2004               |
| CR-Z            | Honda CR-Z      | Coupé                            | 2010               | Freed                        | Honda Freed            | Utilitaire léger / Monospace | 2008               |
| Stream          | Honda Stream    | Fourgonnette / Monospace         | 2006               | Stepwgn                      | Honda Stepwgn          | Fourgonnette / Monospace     | 2009               |
| Elysion         | Honda Elysion   | Fourgonnette / Monospace         | 2004               | Odyssey                      | Honda Odyssey          | Fourgonnette / Monospace     | 2008               |
| Odyssey         | Honda Odyssey   | Fourgonnette / Monospace         | 2011               | CR-V                         | Honda CR-V             | VUS / SUV compact            | 2011               |
| Pilot           | Honda Pilot     | VUS / SUV intermédiaire          | 2008               | Accord Crosstour             | Honda Accord Crosstour | VUS multisegment / crossover | 2010               |
| Ridgeline       | Honda Ridgeline | Pick-up                          | 2005               | FC-X Clarity                 | Honda FCX Clarity      | Berline                      | 2008               |
| Vezel HR-V      | Honda HR-V      | VUS / SUV urbain                 | 2014               | NSX                          | Honda NSX              | Sportive                     | 2015               |
| Clarity Hybride |                 | Hybride / Électrique             | 2018               | Prologue                     |                        | SUV électrique               | 2022               |

#### Anciens modèles

##### Berlines
- Honda Vigor
  - Première génération (1981 - 1985)
  - Deuxième génération (1986 - 1989)
  - Troisième génération (1989 - 1995)
- Honda Legend
  - Première génération (1985 - 1990)
  - Deuxième génération (1991 - 1995)
  - Troisième génération (1996 - 2004)
- Honda Domani
  - Première génération (1992 - 1997)
  - Deuxième génération (1997 - 2000)

##### Monospaces
- Honda Stream (2000 - 2006)
- Honda FR-V (2004 - 2009)
- Honda Airwave (2005 - 2010)

##### Sportives
- Honda S500 (1963)
- Honda S600 (1964)
- Honda S800 (1966 - 1970)
- Honda Prelude
  - Première génération (1978 - 1982)
  - Deuxième génération (1983 - 1987)

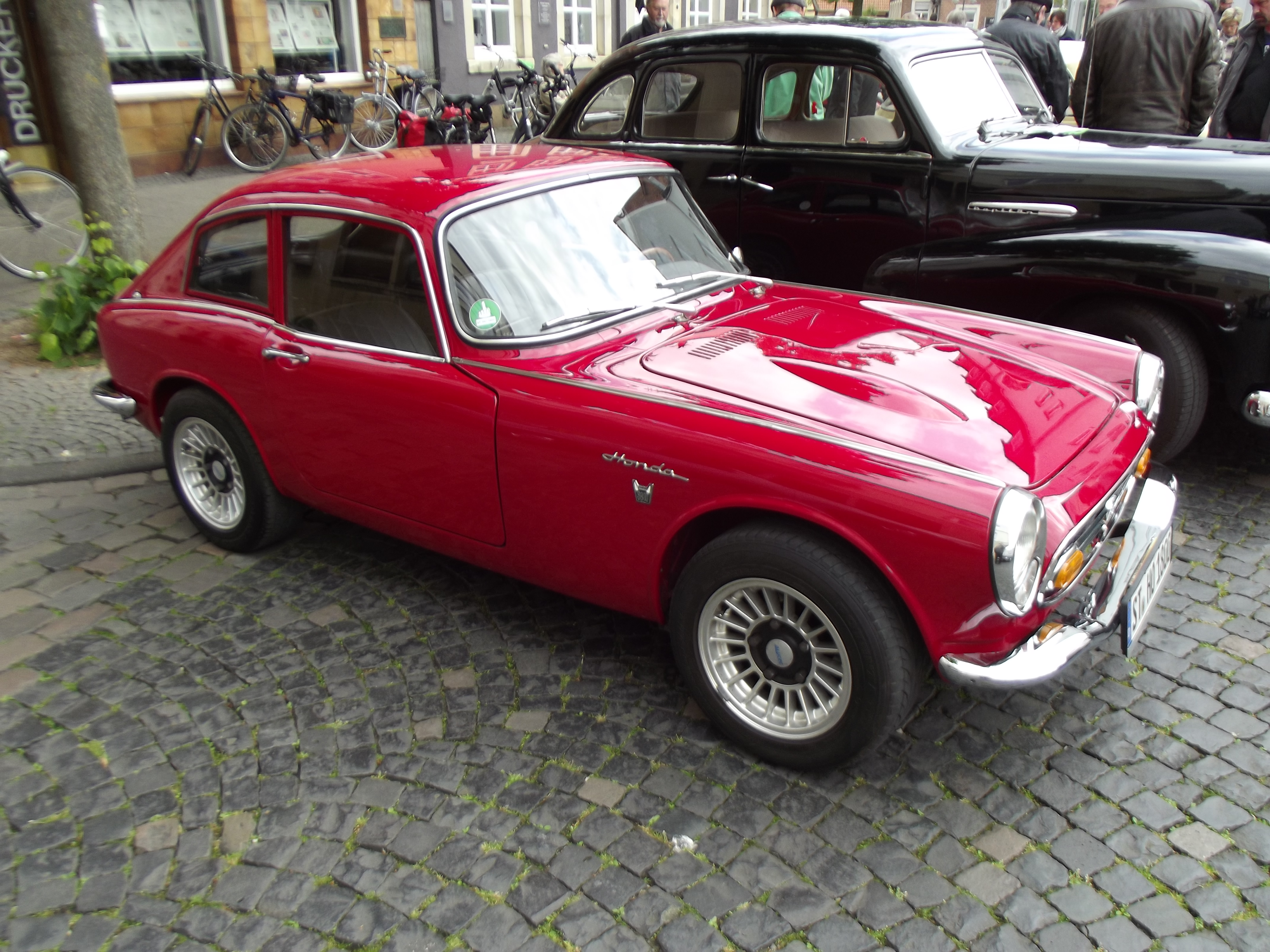
Honda S600.

  - Troisième génération (1988 - 1991)
  - Quatrième génération (1992 - 1996)
  - Cinquième génération (1997 - 2001)
- Honda CR-X
  - Première génération (1983 - 1986)
  - Deuxième génération (1987 - 1992)
  - Troisième génération (1992 - 1998)
- Honda Integra
  - Première génération (1985 - 1989)
  - Deuxième génération (1989 - 1993)
  - Troisième génération (1993 - 2001)
  - Quatrième génération (2001 - 2006)
- Honda Beat (1991 - 1996)
- Honda S2000 (1999 - 2009)

##### SUV
- Honda Crossroad (2007 - 2010)

#### Course automobile

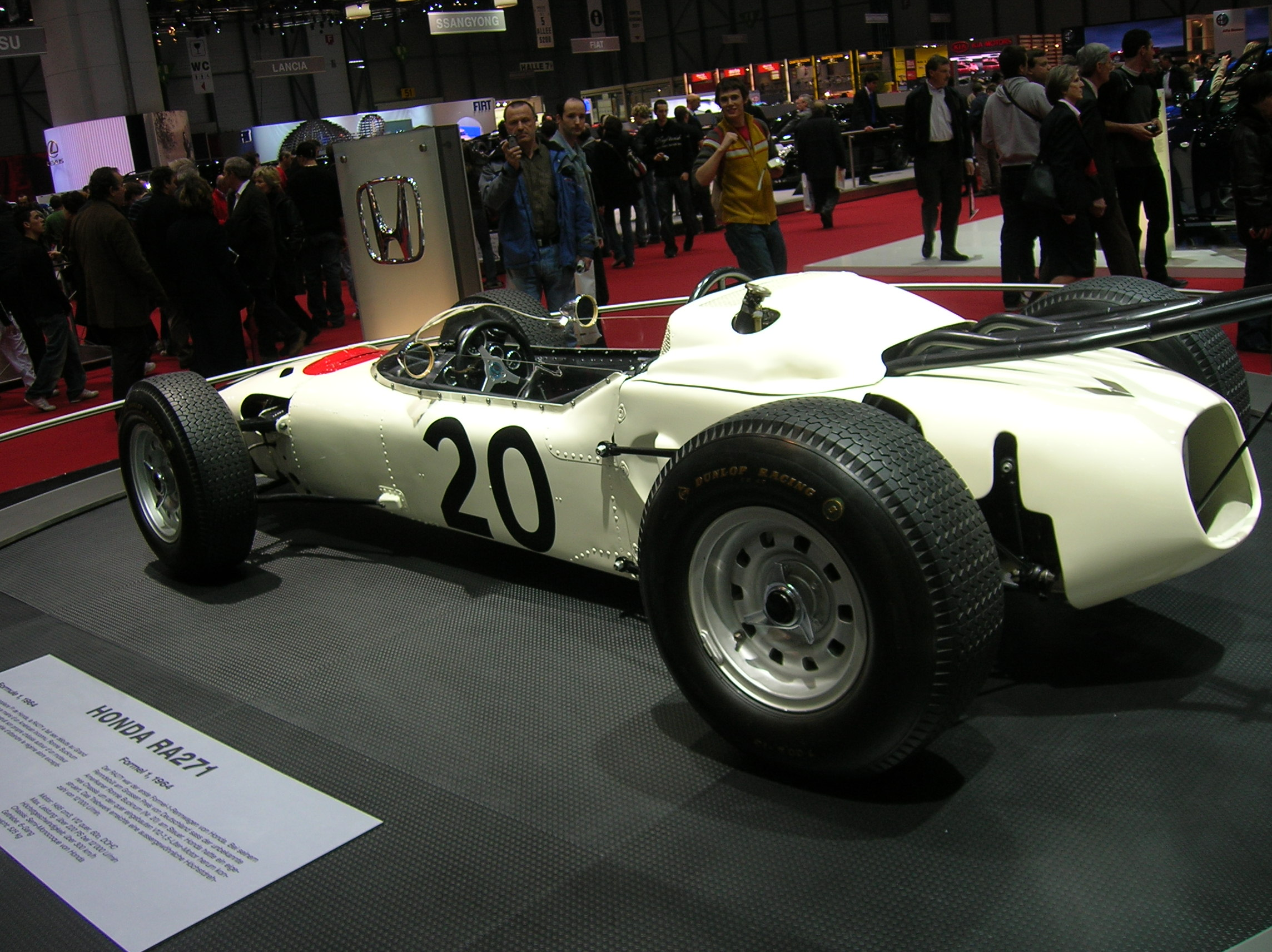
Première F1 Honda, la RA271 de 1964.

Honda fut la première marque japonaise à entrer dans le monde de la Formule 1 (au Grand Prix d'Allemagne 1964 se courant en août sur le Nürburgring) en construisant sa propre monoplace, comme la Scuderia Ferrari. Fin 1968, Honda se retirera de la Formule 1 pour y revenir en 1983 en tant que simple motoriste.
De 1986 à 1991, Honda fut associé à six titres consécutifs de champion du monde des constructeurs de Formule 1 (deux avec Williams et quatre avec McLaren), sans compter plusieurs victoires avec Lotus, établissant la nette suprématie du motoriste japonais sur la discipline. De grands pilotes tels que Keke Rosberg, Nigel Mansell, Nelson Piquet, Alain Prost et Ayrton Senna contribuèrent alors aux succès de Honda.
Fin 1992, Honda se retira à nouveau pour revenir en 2000, en tant que motoriste des écuries British American Racing (de 2000 à 2005) et Jordan Grand Prix (en 2001 et 2002). Après la belle saison 2004 des BAR-Honda (l'équipe termine vice-championne du monde), Honda prit une participation de 45 % dans l'écurie BAR, avant de racheter la totalité de l'écurie fin 2005, afin de donner naissance au Honda Racing F1 Team à partir de 2006. En 2006, Honda motorisa également la toute nouvelle écurie Super Aguri. L'écurie Honda remporte une victoire lors de cette même année.
Le 5 décembre 2008, Honda annonce la cessation de ses activités en F1, à la suite de la crise économique mondiale qui frappe durement l'industrie automobile (et accessoirement en raison de mauvais résultats en 2007 et 2008). L'écurie est mise en vente, elle est reprise par son directeur technique Ross Brawn qui en fait Brawn GP Formula One Team, laquelle remportera les titres de champion du monde des pilotes et des constructeurs de la saison 2009, grâce à la technologie du double diffuseur et au moteur Mercedes-Benz.
En 2015, Honda revient en Formule 1 en tant que motoriste de l'écurie McLaren durant trois saisons. Les performances et la fiabilité n'ayant pas satisfait les ambitions de l'écurie britannique, pourtant compagnon historique de la marque nippone en F1, cette dernière se tourne vers la Scuderia Toro Rosso en 2018 puis motorise également l'écurie championne du monde Red Bull Racing dès 2019. Grâce à l'écurie autrichienne et à son pilote vedette Max Verstappen, Honda signe ses premiers podiums en une décennie, et remporte sa première victoire en 13 ans à l'occasion du Grand Prix d'Autriche.

#### Concept cars
- Honda Sustania-C Concept, présenté au salon de Tokyo 2023[19]
- Honda Prelude concept, présenté au salon de Tokyo 2023[20]
- Honda Saloon concept, présenté au Consumer Electronics Show 2024[21].
- Honda Space-Hub concept, présenté au Consumer Electronics Show 2024[21].
- Honda Sustaina-C Concept, présenté à la Milan Design Week 2024[22].
- Honda Pocket Concept, présenté à la Milan Design Week 2024.
- Honda Concept Prelude, présenté au Festival de vitesse de Goodwood 2024[23].

### Moteurs hors-bords
Honda Marine est le premier à construire les moteurs hors-bords 4-temps en 1964.
Les moteurs sont innovants, performants tout en étant économiques. Ils développent 2,3 à 250 chevaux. Chaque moteur est doté de la technologie VTEC, BLAST, ECOmo et Direct Air. La technologie VTEC était à l'origine conçue pour les automobiles ; elle contrôle la levée et le temps d'ouverture des soupapes pour augmenter les performances du moteur. Le BLAST permet le déjaugeage du bateau, l'ECOmo réduit la consommation du carburant, tandis que le Direct Air est une double entrée d'air conçue pour absorber un plus grand volume d'air.
La gamme est la suivante :
- V6 : BF250 / BF225 / BF200 / BF175 ;
- 4-cylindres : BF150 / BF135 / BF115 ; BF100 / BF80 ;
- tricylindres : BFP60 / BF60 ; BF50 / BF40 ; BF30 ;
- bicylindres : BF20 / BF15 ; BF10 / BF8 ;
- monocylindres : BF6 / BF5 / BF4 ; BF2.3.

### Produits d'équipement
Honda est également producteur de moteurs destinés aux activités les plus diverses. Ainsi, il produit des moteurs de hors-bord jusqu'à 250 chevaux, des moteurs pour toutes les activités liées au jardinage : tondeuses à gazon, tondeuses robots, taille-haie, motoculteurs, tracteurs tondeuses, groupes électrogènes, etc.
Son siège européen pour les produits d'équipement a été jusqu'en 2008 à Ormes dans la banlieue d'Orléans (Loiret) en France avant d'être intégré au siège européen Voiture et Moto en Angleterre. Une unité de production de tondeuses à gazon, groupes électrogènes, débroussailleuses, tondeuses robot est toujours implantée à Ormes.

### Robots

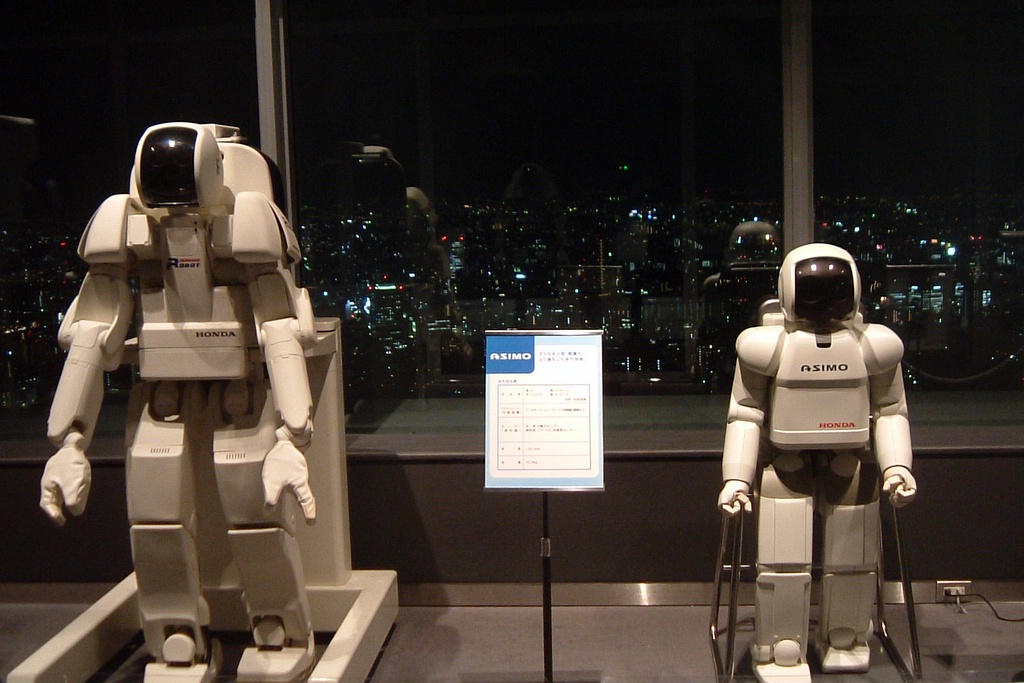
P3 et ASIMO.

- P1, P2, P3
- ASIMO

### Avions d'affaires
- Honda MH01 (prototype)
- Honda MH02 (prototype)

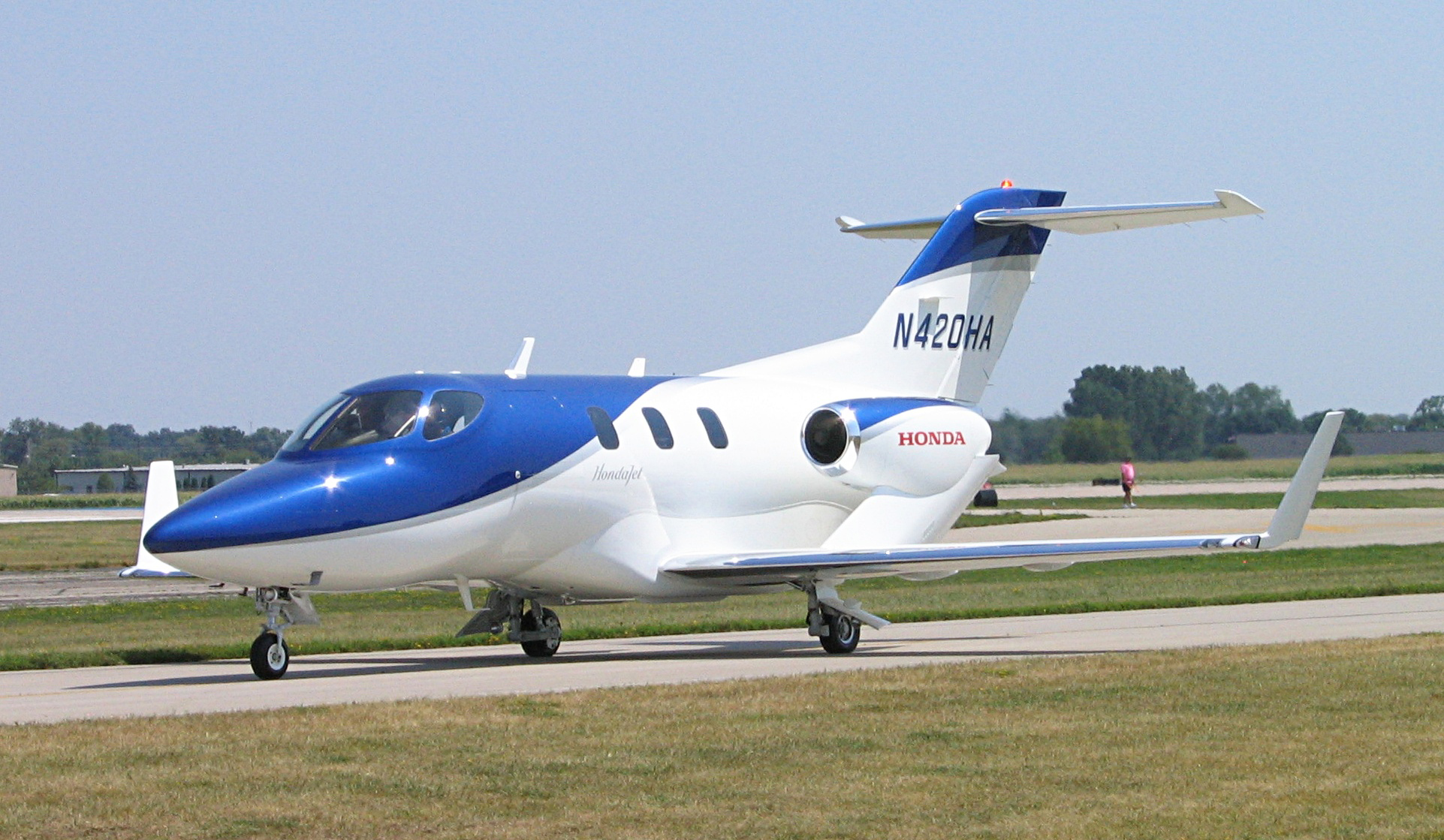
Honda HA-420 HondaJet.

- Honda HA-420 HondaJet, première livraison en 2015[25]

## Innovation
En 2013, Honda a été classé 13e, par Booz & Company, parmi les vingt entreprises mondiales les plus innovantes. L'entreprise a dépensé 6,8 milliards de dollars de recherche & développement en 2013, soit 5,7 % de son chiffre d'affaires.
En décembre 2016, Honda rejoint Google dans la voiture autonome. Le constructeur japonais est en discussion avec Waymo, nouvelle filiale d'Alphabet, chargée du développement de la voiture autonome.

## Sites de production

### Europe
Les sites de production en Europe sont les suivants :
- Honda UK Manufacturing (en), Swindon (Royaume-Uni) : assemblage de véhicules (Honda Civic)[29]. En février 2019, Honda annonce la fermeture de cette usine en 2021[30]. L'usine ferme le 30 juillet 2021[31]. ;
- Ormes (France) : assemblage de tondeuses, débroussailleuses, groupes électrogènes et de robots tondeuse[32] ;
- Atessa (Italie) : assemblage de motos et scooters ;
- Bologne (Italie) : fabrication de composants de motos ;
- Barcelone (Espagne) : usine Montesa.

### Asie
En février 2019, Honda annonce la fermeture du site de Gebze en Turquie d'ici 2021.
En février 2020, Honda annonce la fermeture du site de Santa Rosa aux Philippines pour le mois de mars de la même année.

## Problèmes et dysfonctionnements

### Rappels de véhicules
Le groupe Honda s'est trouvé impliqué dans l'affaire des airbags défectueux fabriqués par l'entreprise Takata, dont il était le principal client. Certains de ces airbags peuvent exploser en projetant des éclats de métal. Des accidents se produisent ainsi à partir d'au moins 2004. Fin 2008, Honda procède à un premier rappel limité de véhicules. À partir de 2009, l'attention de la NHTSA (National Highway Traffic Safety Administration), l'agence fédérale américaine de sécurité routière, est attirée,. L'affaire prend de l'ampleur en 2014, Honda décidant de rappeler plus de deux millions de véhicules en juin,, et un million supplémentaire en juillet. En octobre, la NHTSA signale plus de cinq millions de véhicules de marque Honda devant être rappelés (aucune autre marque ne dépassant le million).
Fin 2014, ce sont 5,4 millions de véhicules qui doivent être rappelés rien qu'aux États-Unis, et 13,4 millions à l'échelle mondiale. En juin 2015, le nombre de véhicules de la firme faisant l'objet d'un rappel s'élève à vingt millions. Ce chiffre continue ensuite à monter,, pour atteindre 51 millions dans le monde en septembre 2016, et 11,4 millions aux États-Unis début 2017,. En août 2017, la NHTSA indique que Honda a opéré le remplacement de 61,36 % des airbags incriminés.
En 2014, alors que l'affaire des airbags prend de l'ampleur, un autre problème s'ajoute : des rappels à répétition des nouveaux modèles hybrides Fit et Vezel, avec cinq rappels d'octobre 2013 à octobre 2014,,. Bien que les problèmes en cause (logiciel contrôlant la boite de vitesses, bobine d'allumage, unité de régulation de puissance…) n'affectent pas la sécurité, et que les coûts des rappels (16,5 milliards de yens, soit 152,8 millions de dollars) affectent peu les revenus, l'effet défavorable de ces rappels à répétition sur le cours de l'action Honda et sur l'opinion publique vaut une sanction envers le PDG Takanobu Itō (20 % de retenue sur salaire pendant trois mois) ainsi qu'envers douze cadres dirigeants.
En janvier 2015, la NHTSA  fait savoir qu'elle inflige à la firme Honda 70 millions de dollars de pénalités pour ne pas lui avoir transmis des plaintes de clients concernant plus de 1700 accidents, ainsi que des réclamations faites sous garantie,. C'est dans ce contexte qu'en février 2015, Honda annonce que le PDG Takanobu Itō va être remplacé en juin par Takahiro Hachigō,,,.
Lors de sa première conférence de presse le 6 juillet 2015, Takahiro Hachigō déclare entre autres qu'il va mettre l'accent sur la sécurité, et d'une manière générale sur la qualité des équipements des véhicules de la firme,. Soucieux de rassurer l'ensemble de la clientèle, il y intègre les accessoires des deux-roues motorisés, en termes non seulement de fiabilité, mais aussi de confort, prenant notamment l'exemple inattendu des pare-brise de scooters. Les deux-roues motorisés représentent en effet 3 fois plus d'acheteurs que les automobiles, même s'ils participent 5 à 6 fois moins au chiffre d'affaires que les ventes d'automobiles.
Dans un premier temps, la firme Honda reste apparemment fidèle à Takata, pourtant objet de mises en cause de plus en plus sévères de la NHTSA.
Cependant, dans un document ultérieur consacré à cette affaire aux États-Unis, Honda indique s'être avisé au printemps 2015 que Takata avait falsifié des données d'essais, et avait alors communiqué ses informations à la NHTSA. Lorsque celle-ci inflige début novembre 2015 à Takata une amende de 70 millions de dollars, pouvant s'élever à 200 millions, pour défaut de transmission d'informations,,,, Honda confirme les falsifications de son équipementier et déclare qu'il n'aura plus recours à son matériel pour les futurs modèles.
Fin juillet 2017, 19 morts et 180 blessés en rapport avec les airbags défectueux ont été dénombrés dans le monde, la plupart aux États-Unis,. Les chiffres mondiaux sont certainement très en dessous de la réalité, les pays ne disposant pas généralement d'un système de recensement adéquat.
En janvier 2017, le groupe Takata accepte de payer un milliard de dollars d'amende pour fraude électronique au ministère de la Justice américain, afin de mettre un terme à la procédure pénale,,. En juin 2017, il annonce son dépôt de bilan et son rachat, sous réserve de l'agrément juridique, par Key Safety Systems, compagnie basée aux États-Unis appartenant au conglomérat chinois Ningbo Joyson Electronic,. Les répercussions de l'affaire des airbags (coût des campagnes d'avertissement et des remplacements) affectent les recettes de Honda. Le rapport annuel 2015 (année fiscale d'avril 2014 à mars 2015) fait déjà état d'une chute de 18 % du bénéfice net, et la chute s'élève à 32 % dans le rapport annuel 2016 (année fiscale d'avril 2015 à mars 2016). Cependant, une fois la crise contenue, le rapport suivant (année fiscale d'avril 2016 à mars 2017) montre un bond de 79 % du bénéfice net de la firme, laquelle a par ailleurs mis en œuvre une réduction des coûts.
En janvier 2018, Honda dû rappeler ses génératrices de modèle EG2800i pour cause de fuite possible de carburant et risque d'incendie. Il n'y a cependant eu aucun incident ni aucune blessure signalés à l'entreprise au Canada en date du 17 janvier 2018.

### Fraude
En juin 2024 éclate au Japon un scandale des certifications frauduleuses de véhicules. Il concerne Toyota, Honda, Mazda, Yamaha et Suzuki, et touche un total de 38 modèles. Toyota est contraint de suspendre la production de trois de ses voitures, Mazda de deux, et Yamaha d’un. Les modèles concernés chez Suzuki et Honda ne sont plus en construction, ce qui leur a permis d’éviter l’arrêt de leur chaîne de production.